# Marc-Antoine Berdolet
 (décembre 2016).
Si vous disposez d'ouvrages ou d'articles de référence ou si vous connaissez des sites web de qualité traitant du thème abordé ici, merci de compléter l'article en donnant les références utiles à sa vérifiabilité et en les liant à la section « Notes et références ».
Marc-Antoine Berdolet, né le 13 septembre 1740 à Rougemont-le-Château (Territoire de Belfort-France) et mort le 13 août 1809 à Aix-la-Chapelle (Roer), fut évêque constitutionnel du Haut-Rhin, puis évêque concordataire d'Aix-la-Chapelle.

## Biographie
Il était le fils de Jean Georges Michel Berdolet, instituteur, et de Marie Jeanne Gatois. Il fréquenta le collège de Porrentruy, en Suisse, puis le séminaire de Besançon et fut curé de Phaffans dans l'actuel Territoire de Belfort de 1770 à 1796.
En 1791, Berdolet prêta serment à la Constitution civile du clergé. Membre du « Presbyterium » du Haut-Rhin (1795-1796), il fut élu évêque constitutionnel du Haut-Rhin siégeant à Colmar  et sacré le 15 août 1796. Il résida ensuite à Soultz qui devint alors le siège de l'évêché de 1798 à 1802. Berdolet démissionna en 1801 et l'année suivante, Bonaparte le désigna évêque d'Aix-la-Chapelle selon les termes du Concordat de 1801
Cet évêché dépendait de l'archevêché de Malines et comprenait 79 paroisses de première classe et 754 de seconde classe. Pour l'essentiel, Berdolet laissa la gestion de son diocèse à son vicaire général Martin Wihelm Fonk.
En 1804, Berdolet offrit à Napoléon le talisman de Charlemagne, cadeau du calife Haroun ar-Rachid. Ce bijou en or, émeraude, perles et saphirs, contenant un fragment du bois de la Vraie Croix, a été trouvé au cou de l'empereur quand il a été exhumé, en 1166 (cet objet précieux est déposé depuis 1919 au palais du Tau à Reims).
Par ce geste, Berdolet remerciait l'empereur d'avoir rendu à l'église d'Aix-la-Chapelle les reliques qui lui avaient été confisquées à la Révolution.
Dans un article du 3 août 1906, le Frankfurter Zeitung rapporte que l'Impératrice Joséphine vint à Aix-la-Chapelle « prendre les eaux ». Berdolet ne sut que faire pour lui plaire. Lorsqu'il lui fit visiter le trésor de la cathédrale, il lui offrit de nombreuses reliques et des objets d'art religieux anciens. Parmi ces reliques figuraient des cheveux de la Vierge que Charlemagne portait toujours sur lui et un os du bras droit du vieil empereur. Le chapitre de la cathédrale tint longtemps secret ces cadeaux remis à Joséphine, qui revinrent, par héritage, à Hortense, à Eugène, puis à Napoléon III.
Dans la cathédrale d'Aix-la-Chapelle, à droite de l'autel, est scellé le cœur de Marc-Antoine Berdolet que son épitaphe qualifie de primus aquisgranensis episcopus (premier évêque d'Aix-la-Chapelle). Et le diocèse allait attendre plus de cent ans, avant qu'avec son rétablissement, il lui soit trouvé un successeur reconnu par le pape. Ses restes reposent au cimetière de l'Est de la ville.